# Alma en pena

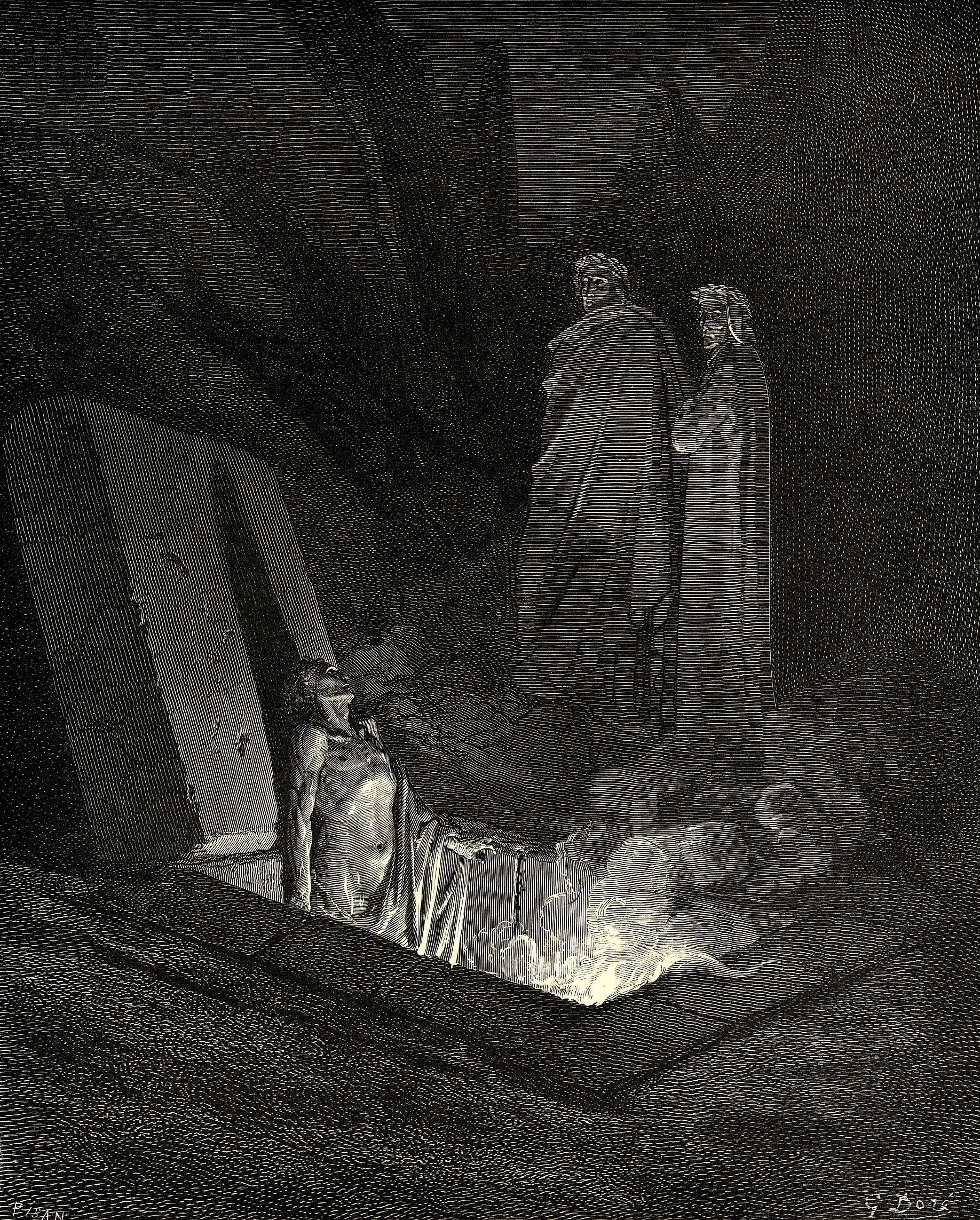
Farinata degli Uberti se dirige a Dante. Ilustración de Gustave Doré (La divina comedia).

Un alma o ánima en pena es una figura recurrente en numerosas leyendas, creencias religiosas, fenómenos paranormales, creepypastas y temas literarios. Se caracteriza por ser un espíritu o fantasma del alma de una persona, que después de morir, vaga sin descanso (por ejemplo por haberse suicidado); ya que le fue negado, o no puede encontrar el camino al más allá. Generalmente el alma continúa deambulando en el mundo de los vivos sin tener plena conciencia de su muerte, o de como trascender al otro plano existencial. Este tipo de alma debe diferenciarse claramente de las almas errantes, las cuales permanecen voluntariamente en este plano.

## Concepto e historia

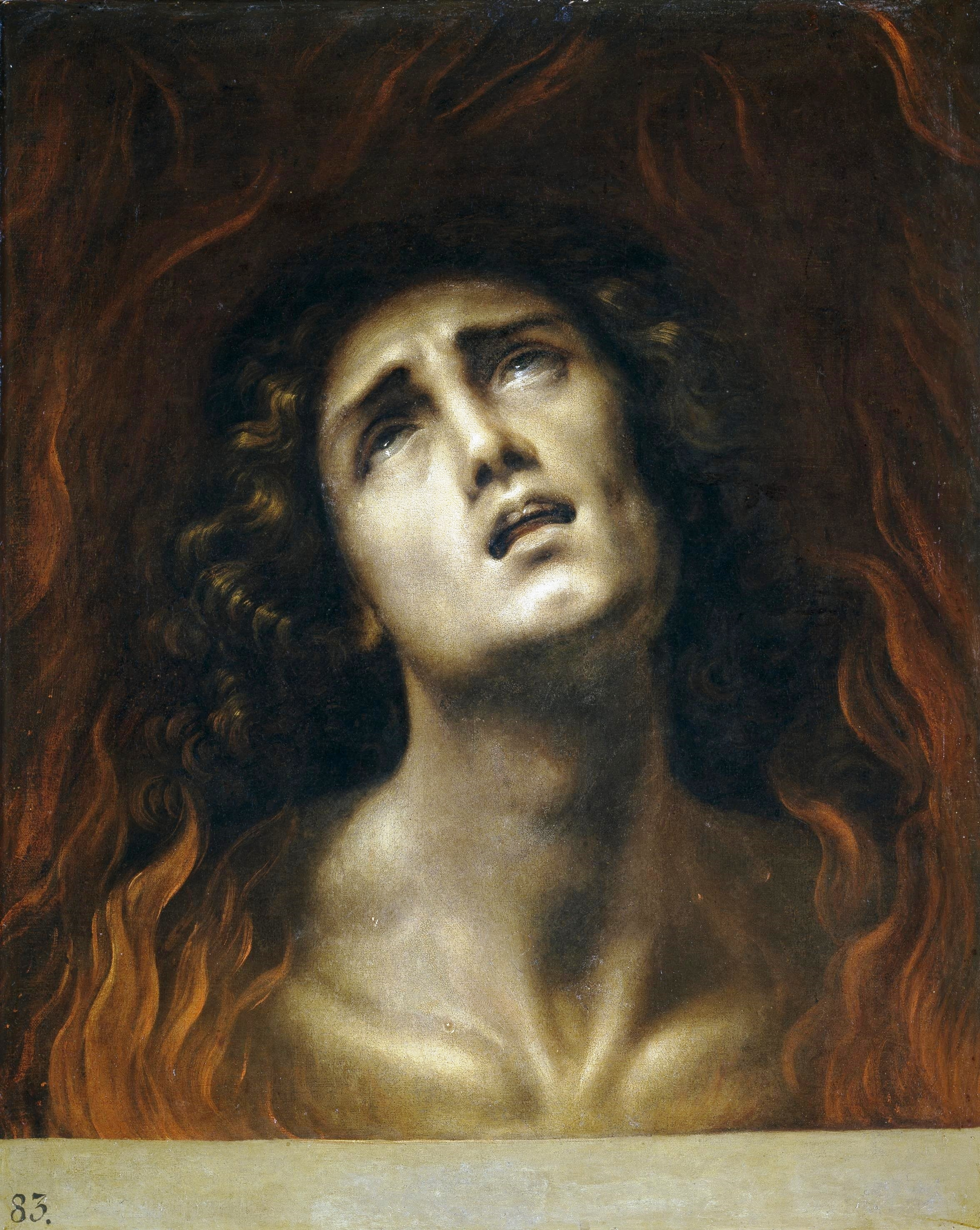
El alma en pena, de Francisco Ribalta.

Este concepto lo podemos encontrar en numerosas tradiciones. En el marco de las mitologías budista, hinduista y jaina, se describe  a los preta los cuales son un tipo de espíritu atormentado, el alma de un fallecido.
En las religiones abrahámicas no creen que existan las almas en pena, pues no se adhiere a sus creencias de vida posterior a la muerte; pero en religiones y tradiciones orientales mencionadas, y en el sincretismo religioso, la santería y otros rituales, se afirma que hay posibilidad de que existan almas o espíritus en pena fuera del plano físico. 
Igualmente, en el folclor a través del mundo podemos encontrar muchas leyendas referentes a almas o espíritus en pena. En el continente americano, el ejemplo más característico lo representa la leyenda conocida como la Llorona; o en leyendas tales como las de las Ánimas de Cucao, la Mala Visión o la Tulevieja.

## Expresión
La expresión «deambular como alma en pena» se utiliza para describir el comportamiento de una persona que parece sola, triste, sin consuelo.